# Altes Stadthaus
Het Altes Stadthaus (Nederlands: Oude Stadhuis) is een overheidsgebouw in Berlijn. Het gebouw staat aan de Molkenmarkt in Berlin-Mitte en heette verwarrend genoeg oorspronkelijk Neues Stadthaus.
Het gebouw werd ontworpen door de stadsarchitect van Berlijn, Ludwig Hoffmann, en verrees tussen 1902 en 1911 voor de kosten van zeven miljoen Goldmark. Op 29 oktober 1911 werd het gebouw door burgemeester Martin Kirschner in gebruik genomen, als tweede stadhuis naast het te klein geworden Rotes Rathaus, vanwaar de naam nieuw stadhuis.
Tijdens de Tweede Wereldoorlog raakte het gebouw als gevolg van bombardementen beschadigd. Na de Tweede Wereldoorlog kwam het gebouw te liggen in de Sovjet-bezettingszone (SBZ) en vanaf 1949 in de Duitse Democratische Republiek. Van 1950 tot 1955 liet de regering van de DDR het gebouw restaureren. Tot 1955 was het bestuur van Oost-Berlijn er gevestigd, daarna werd het de zetel van de Ministerraad van de DDR. Het stadsbestuur nam zijn intrek in het inmiddels herbouwde Rotes Rathaus en in een gebouw aan de overzijde van de Parochialstraße, dat de benaming Neues Stadthaus overnam. Het niet meer als stadhuis dienende gebouw aan de Molkenmarkt staat sindsdien als Altes Stadthaus bekend.
Na de Duitse hereniging in 1990 werd het gebouw gebruikt door de Bondskanselarij en het ministerie van Arbeid en Sociale Zaken. Van 1994 tot 2001 werd het Altes Stadthaus grondig gerestaureerd. Op 18 juni 2001 was de restauratie voltooid. Sinds 1997 is het Berlijns ministerie van Interne Zaken in het gebouw gevestigd.

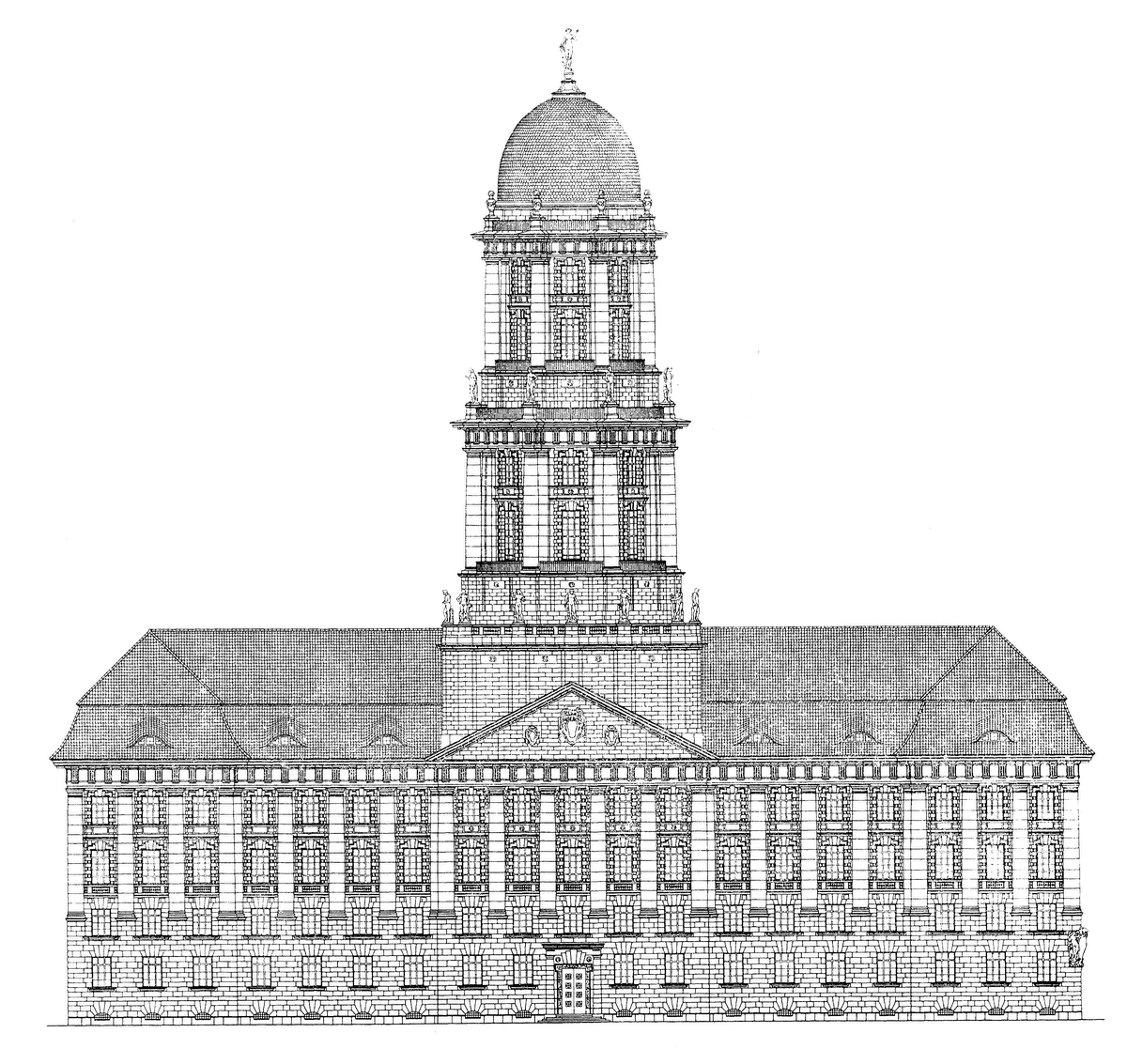
Bouwtekening van het Altes Stadthaus door Ludwig Hoffmann
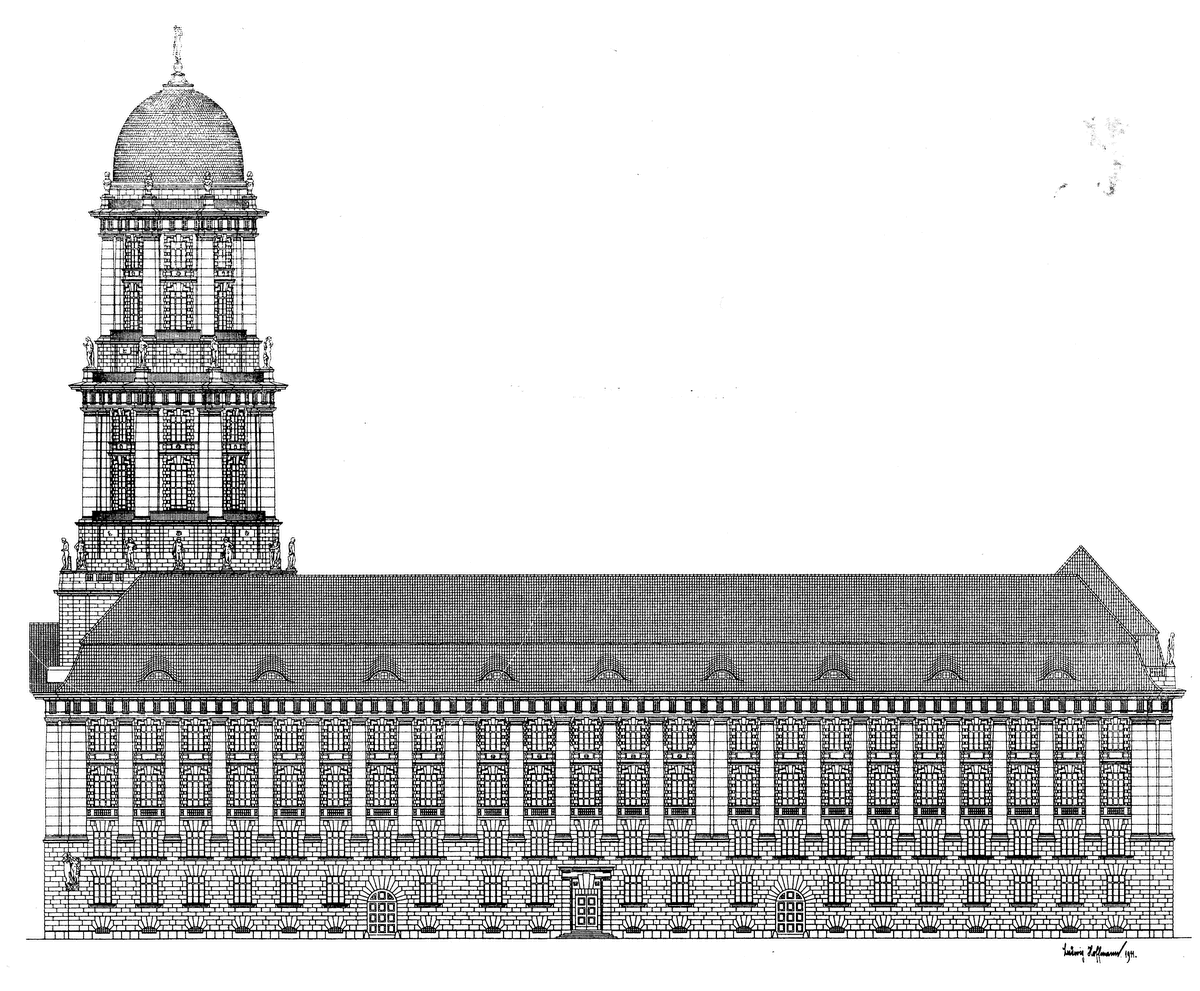
Bouwtekening van het Altes Stadthaus door Ludwig Hoffmann
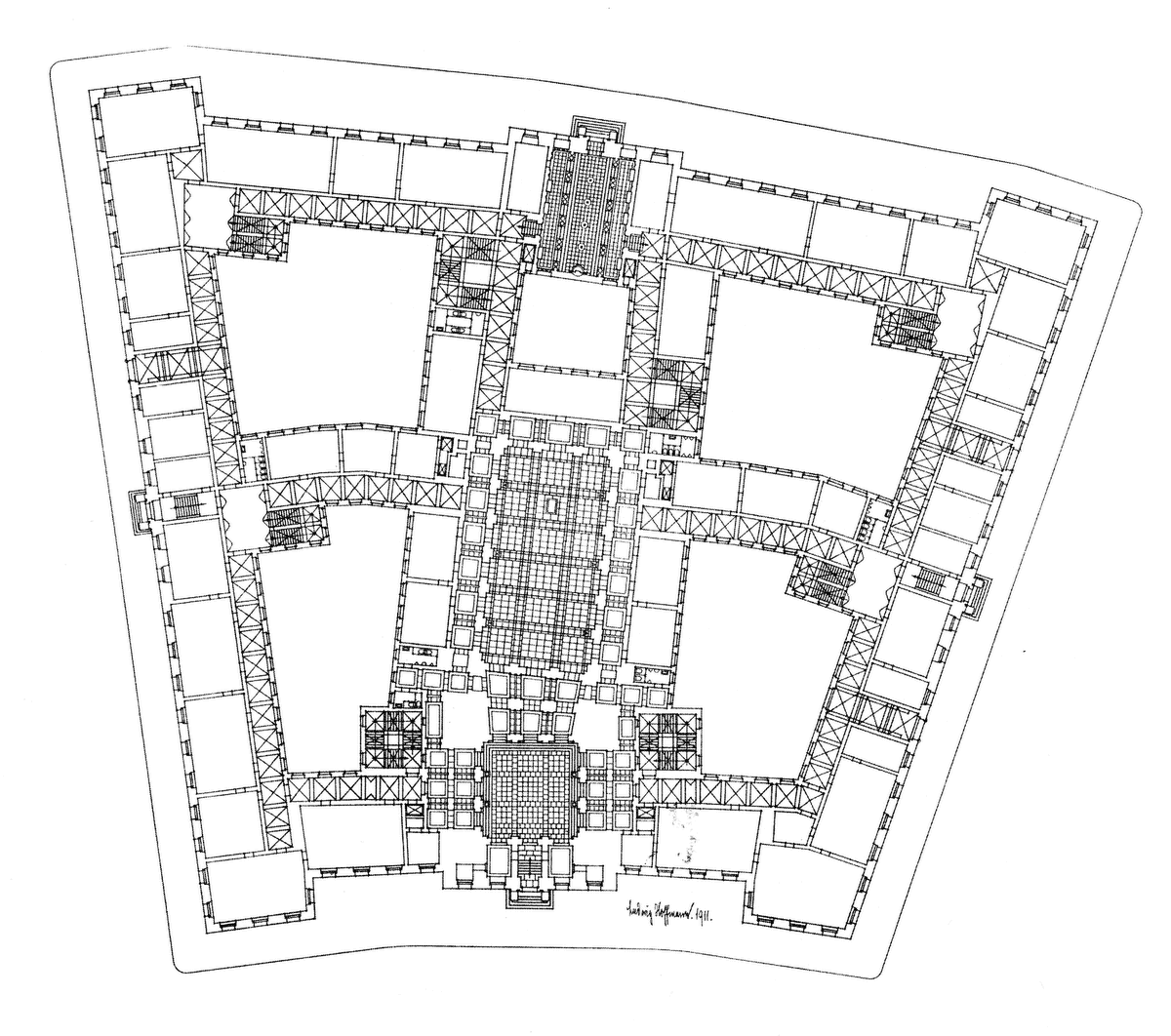
Plattegrond